# Källargråsugga
Källargråsugga (Porcellio scaber) är en landlevande gråsugga som är vanlig utomhus och som också ofta kan hittas inomhus i fuktiga och lite mörka utrymmen, som i källare, varefter den fått sitt namn. Källargråsuggan blir cirka 17 millimeter lång och är ungefär lika stor som murgråsuggan, en annan vanlig gråsugga utomhus. Murgråsuggan har dock två rader med ljusare fläckar över ryggen, medan källargråsuggan är gråaktig utan fläckar. 